# 東京上野憲兵隊事件
東京上野憲兵隊事件（とうきょううえのけんぺいたいじけん）は、1945年5月の東京大空襲時に起きた、日本の憲兵によるアメリカ軍捕虜の殺害事件。

## 概要
1945年5月25日夜から26日早朝にかけて、アメリカ陸軍航空軍は470機のB-29爆撃機によって東京に大規模な空襲を加えた（死者3651名。焼失16万6千戸）。この時、1機が足立区入谷町に墜落、搭乗員11名のうち2名が墜落死・8名が捕虜になった。
しかし、ドワイト・M・カナップ少尉1名が逃亡し、荒川放水路の支流付近で、捜索中だった警防団と遭遇、団員に発砲した結果、2名を殺害（1名は後日死亡）。カナップ少尉はその2日後、西新井駅に停車中の貨車に隠れているところを発見され、警察官に捕らえられ、東京憲兵隊上野分隊に引き渡された。
上野分隊長の堀江憲兵少佐は、東京憲兵隊長の大谷敬二郎憲兵大佐から「殺人を犯した米兵を捕虜として扱う必要なし」との指示を受け、野口悦二憲兵曹長に命じて千住新橋付近の河川敷でカナップ少尉を処刑させた。
敗戦後、上野憲兵分隊長の堀江少佐は自決。大谷大佐は戦犯指定を受けると逃亡したが、潜伏中に逮捕され、野口悦二曹長とともに横浜軍事法廷におけるBC級戦犯裁判でそれぞれ懲役12年と懲役10年の判決を受けた。